# Jan Kenneth Barkved
Jan Kenneth Barkved (n. Stavanger, 5 de agosto de 1974 - f. Ibídem, 27 de octubre de 2009) fue un cantante de metal gótico noruego.

## Biografía
En sus inicios Barkved integró bandas como The Mother Does y Wake. En 1994, formó su primera banda importante junto a Tommy Olsson (guitarras) y Lars Bjørnar (batería)., denominada The Morendoes. Poco después del lanzamiento de su EP debut, There is no Salvation, decidió abandonar el proyecto. 
Posteriormente en 1996, integró junto con Olsson y el guitarrista Kristian Gundersen. su banda más reconocida, Elusive, de un estilo más roquero tradicional. Con esta agrupación lanzó tres álbumes de estudio que fueron bien recibidos en Europa, particularmente en Alemania, Países Bajos y Noruega. 
También participó como artista invitado en varios álbumes de Tristania y Sirenia.
El cantante fue encontrado muerto en su departamento de Tau, cerca de Stavanger, el 27 de octubre de 2009, sin que trascendieran las causas del deceso. Tenía 35 años.

## Discografía

### Álbumes
- The Morendoes - There Is No Salvation (EP, 1994)
- Elusive – Destination Zero (2001)
- Elusive – The Great Silence (2005)
- Elusive – Dream On Sister (EP, 2007)
- Elusive – Locked Doors, Drinks And Funerals (2007)

*Nota: Fue planificado un cuarto álbum de Elusive, pero después de la muerte de Barkved en 2009, no pudo ser grabado.

### Varios Artistas
- M´Era Luna Sampler 2002 – en «Gemini» (Radio Edit)(Sonic Seducer – 2002)
- Dark Awakening Vol. 2 – en «The Circle Never Ends» (T-Force – 2002)
- Mystic Sounds 11 - en «Lonely Satellite» (Zillo – St, SPV – 2002)
- Songs of Pain – en «Run Away» (exclusive) (Pandaimonium, EFA Medien – 2002)
- Goths paradise V – en «System Breakdown» (Orkus, EFA Medien – 2001)
- Sex.:.Goth.:.Electronics – en «Asylum» (Tatra – 2000)

### Músico invitado
- Forlorn - Opus III - Ad Caelestis Res (1999)
- Tristania – Beyond The Veil (1999)
- Tristania World Of Glass (2001)
- Sirenia – At Sixes And Sevens (2001)
- Sirenia – The 13th Floor (2009)
- Illusion Fades – Killing Ages (2009)